# Humani Generis Unitas
Humani Generis Unitas (Latijn voor Over de eenheid van het menselijk ras) was een beoogde encycliek van paus Pius XI, waarin hij het antisemitisme, racisme en de vervolging van Joden veroordeelde. Hoewel hij in juni 1938 al de opdracht had gegeven tot de opmaak van de encycliek, zou deze pas begin 1939 aan de toen al zieke paus zijn voorgelegd. Door Pius’ overlijden op 10 februari 1939 zou de encycliek nooit uitgevaardigd worden, ook niet door zijn opvolger, paus Pius XII.

## Voorgeschiedenis
Al vanaf het begin van zijn pontificaat had Pius XI zich verzet tegen elke vorm van racisme. In september 1922 had Pius benadrukt dat “christelijke liefdadigheid zich uitstrekte naar alle mensen zonder onderscheid van ras". Ook latere uitspraken van de paus getuigden van zijn afkeer.
Nadat de nieuwe regering van nazi-Duitsland keer op keer het concordaat met de Heilige Stoel overtreden had, was in opdracht van Pius XI in 1937 de encycliek Mit brennender Sorge uitgevaardigd, waarin stelling werd genomen tegen het totalitaire bewind in Duitsland en de wijze waarop de kerk bejegend werd. Nog niet nadrukkelijk kwam in de encycliek ook het beoogde streven naar rassenzuiverheid van de Nazi’s ter sprake.
Tot 1938 had Pius XI echter geen gehoor gegeven aan oproepen om als kerk stelling te nemen tegen het antisemitisme in nazi-Duitsland en de daaruit voortvloeiende vervolging van de Joodse gemeenschap. Al in 1933 had Edith Stein in een persoonlijke brief de paus verzocht te reageren.
Alles wat voorgevallen is en wat zich nog dagelijks voordoet, gaat uit van een regering, die zich “christelijk” noemt. Sinds weken wachten en hopen niet alleen de Joden, maar ook duizenden treurende katholieken in Duitsland –en ik denk in de hele wereld -, dat de kerk van Christus haar stem zal verheffen

## De opdracht
Op 22 juni 1938 ontbood Pius XI de Amerikaanse jezuïet John LaFarge. LaFarge had al diverse werken gepubliceerd waarin hij zich sterk afzette tegen de “mythe van het zuivere ras, waartegen de kerk zich moest verzetten.” De paus gaf de jezuïet de opdracht om op korte termijn een opzet te maken voor een encycliek. Samen met twee andere priesters, de Fransman Gustave Desbuquois en Duitser Gustav Gundlach, trok LaFarge zich terug in Parijs voor de samenstelling van de encycliek.
Dat voor deze taak Eugenio Pacelli werd gepasseerd, kwam voort uit de wijze waarop Pius XI en zijn toekomstige opvolger meenden het probleem van antisemitisme te moeten oplossen. Was Pacelli meer diplomatiek ingesteld, Pius XI vreesde de confrontatie niet en was daardoor zelfs bereid het concordaat met Duitsland op te zeggen. Volgens Gurlach was Pacelli zelfs niet op de hoogte van het project. Bij zijn aantreden als paus werd Pacelli gevraagd hoe hij over de encycliek dacht, waarop hij antwoordde dat hij niets wist van het bestaan.
In Jews in Italy Under Fascist and Nazi Rule, 1922-1945 wordt echter tegengesproken dat Pacelli niet op de hoogte was van de encycliek. Wladimir Ledóchowski -Generaal van de Sociëteit van Jezus- die de encycliek in september ter beoordeling had ontvangen, vond het schrijven te provocerend en informeerde Eugenio Pacelli.

## De encycliek
Het wordt duidelijk dat de strijd om raszuiverheid uiteindelijk alleen een strijd tegen de Joden is.
De eerste versie van de encycliek telde ongeveer 100 pagina’s, verdeeld in 178 paragrafen. In de eerste 70 werd kritiek geleverd op het theologisch modernisme, de onjuiste herinterpretatie van de Bijbel, nationalisme en antisemitisme. De overige paragrafen waren gewijd aan de standpunten van de Kerk inzake deze kwesties en de wijze waarop die bestreden dienden te worden.
In de encycliek werd echter niet voorbijgegaan aan de anti-Judaïstische sentimenten van de kerk. De veroordeling van het Joodse volk op religieuze gronden bleef volgens de kerk bestaan, zolang zij zich niet bekeerd hadden tot het ware geloof met erkenning van de enige, ware Messias. Tot die tijd was het noodzakelijk om christenen te beschermen tegen de invloeden van het Jodendom, die niet alleen op religieus gebied maar ook op maatschappelijk gebied –door deelname aan revolutionaire bewegingen een bedreiging voor de beschaving konden vormen.
Toch was het antisemitisme niet het antwoord, omdat de geschiedenis had aangetoond dat vervolgingen slechts geleid hadden tot escalatie van problemen en zelfs tot een verharding van wederzijdse standpunten. Een gevolg van het antisemitisme zou zelfs kunnen leiden tot een rechtstreeks aanval op de Messias zelf, waardoor het een bedreiging zou worden voor het christendom.

## De verborgen encycliek
Nadat de encycliek in september voorgelegd was aan Wladimir Ledóchowski werd de tekst in het Latijn vertaald. Ledóchowski vertraagde het proces danig, door onder meer de vertaling over te laten aan een zieke priester. Als reden voor het vertragingsproces wordt aangevoerd dat Ledóchowski een confrontatie met de Europese grootmachten trachtte te voorkomen. Bovendien bestond de vrees, dat publicatie het lot van de Duitse bisschoppen ernstig zou kunnen bedreigen. Ook achtte hij het verstandiger om Eugenio Pacelli te informeren over de provocatieve inhoud.
Ernst von Weizsäcker, later ambassadeur van de Heilige Stoel, zou verklaren, dat publicatie van Humani generis unitas het concordaat met Duitsland definitief beëindigd zou hebben.
Gustav Gundlach richtte zijn kritiek op John LaFarge, die ongehoorzaamheid ten opzichte van de paus had betoond, door de geheimhouding van de encycliek te schenden.
Dat Eugenio Pacelli in zijn hoedanigheid als paus Pius XII ook besloot de encycliek niet te publiceren was volgens de geestelijke Robert Graham de wijze waarop Pius XII het probleem wilde oplossen; via diplomatieke weg.. Voor Daniel Jonah Goldhagen leverde dit besluit de bevestiging dat Pacelli al in een vroeg stadium het thema van de antisemitische praktijken trachtte te vermijden en de feiten te ontkennen..
In zijn boek Het Vaticaan en Hitler, de geheime archieven betwijfelt Peter Godman of Pius XI de uitvaardiging van de encycliek daadwerkelijk doorgang had laten vinden. Met de encycliek zou hij namelijk niet alleen de Nazi’s bruuskeren, maar liep Pius XI het risico het andere Rome, het Rome onder Benito Mussolini, tegen zich te krijgen. Mussolini had namelijk in navolging van en naar voorbeeld van Duitsland in 1938 de raciale wetten in Italië bekrachtigd.

## Nasleep
7 maanden na zijn aantreden gaf Pius XII op 12 oktober 1939 zijn eerste encycliek uit, Summi Pontificatus. Hoewel er passages in de encycliek terug te voeren waren op Humani generis unitas werden de gedeeltes over de Jodenvervolging niet genoemd. Toch ging Pius XII in op het rassenvraagstuk. Het christendom werd een tegenstander genoemd van elke vorm van raciale vijandigheid en richtte zich tegen elke vorm van raciale superioriteit. Er kon geen sprake zijn van raciale verschillen, omdat er slechts sprake was van één enkel menselijk ras.
Om meer inzicht te krijgen in de visie van paus Pius XI besloot paus Benedictus XVI in 2006 de geheime archieven van het Vaticaan met betrekking tot Pius XI’s pontificaat open te stellen voor wetenschappers. Het gaat hierbij om ongeveer 30,000 documenten.